# 范當世

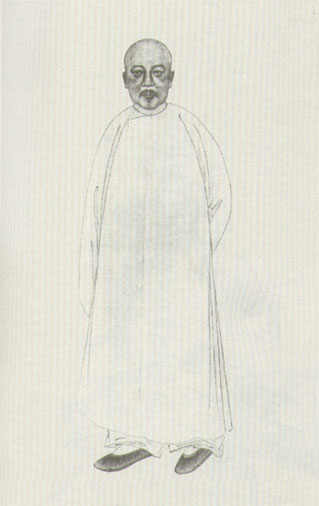
《清代學者像傳》之范當世

范當世（1854年—1904年），初名范鑄，字肯堂、无錯，號無錯，江蘇省通州直隸州（今江蘇省南通市）人，清朝文學家。

## 生平
范當世為江蘇通州諸生，善於詩歌，著《范伯子詩文集》。
吳汝綸學生，朱銘盤同門。

## 家族
有弟、范鎧，有子范罕、范况（过继范钟）、女范孝嫦、女婿陳衡恪。元配吴大桥，如皋吴茇庵之女，吴肇嘉之姐，其继室姚倚云是姚浚昌之女，姚莹孙女，桐城派姚鼐的侄玄孙女。